# Nastro d’Argento/Beste Hauptdarstellerin
Nastro d’Argento: Beste Hauptdarstellerin (Nastro d’Argento alla migliore attrice protagonista)
Dieser Filmpreis wird seit 1946 vom italienischen Filmkritikerverband (Sindacato Nazionale Giornalisti Cinematografici Italiani, SNGCI) vergeben.
Am häufigsten wurden Mariangela Melato und Margherita Buy ausgezeichnet, die den Preis je fünf Mal erhalten haben.
In den folgenden Jahren wurde die Auszeichnung nicht vergeben: 1950, 1956, 1959, 1962 und 1968.
| Jahr | Preisträgerin                                                 | Filmtitel                                                                                                  |
| ---- | ------------------------------------------------------------- | --- |
| 1946 | Clara Calamai                                                 | L’adultera                                                                                                 |
| 1947 | Alida Valli                                                   | Eugenia Grandet                                                                                            |
| 1948 | Anna Magnani                                                  | Abgeordnete Angelina (L’onorevole Angelina)                                                                |
| 1949 | Anna Magnani                                                  | Amore (L’amore)                                                                                            |
| 1951 | Anna Maria Pierangeli                                         | Domani è troppo tardi                                                                                      |
| 1952 | Anna Magnani                                                  | Bellissima (Bellissima)                                                                                    |
| 1953 | Ingrid Bergman                                                | Europa 51 (Europa '51)                                                                                     |
| 1954 | Gina Lollobrigida                                             | Brot, Liebe und Fantasie (Pane, amore e fantasia)                                                          |
| 1955 | Silvana Mangano                                               | Das Gold von Neapel (L’oro di Napoli)                                                                      |
| 1957 | Anna Magnani                                                  | Schicksal einer Nonne (Suor Letizia – Il più grande amore)                                                 |
| 1958 | Giulietta Masina                                              | Die Nächte der Cabiria (Le notti di Cabiria)                                                               |
| 1960 | Eleonora Rossi Drago                                          | Wilder Sommer (Estate violenta)                                                                            |
| 1961 | Sophia Loren                                                  | Und dennoch leben sie (La ciociara)                                                                        |
| 1963 | Gina Lollobrigida                                             | Kaiserliche Venus (Venere imperiale)                                                                       |
| 1964 | Silvana Mangano                                               | Il processo di Verona                                                                                      |
| 1965 | Claudia Cardinale                                             | Zwei Tage und zwei Nächte (La ragazza di Bube)                                                             |
| 1966 | Giovanna Ralli                                                | Liebe im Zwielicht (La fuga)                                                                               |
| 1967 | Lisa Gastoni                                                  | Feuertanz (Svegliati e uccidi)                                                                             |
| 1969 | Monica Vitti                                                  | Mit Pistolen fängt man keine Männer (La ragazza con la pistola)                                            |
| 1970 | Paola Pitagora                                                | Ohne viel von ihr zu wissen (Senza sapere niente di lei)                                                   |
| 1971 | Ottavia Piccolo                                               | Metello |
| 1972 | Mariangela Melato                                             | Der Weg der Arbeiterklasse ins Paradies (La classe operaia va in paradiso)                                 |
| 1973 | Mariangela Melato                                             | Mimi – in seiner Ehre gekränkt (Mimì metallurgico ferito nell’onore)                                       |
| 1974 | Laura Antonelli                                               | Malizia |
| 1975 | Lisa Gastoni                                                  | Bittere Liebe (Amore amaro)                                                                                |
| 1976 | Monica Vitti                                                  | L’anatra all’arancia                                                                                       |
| 1977 | Mariangela Melato                                             | Caro Michele                                                                                               |
| 1978 | Sophia Loren                                                  | Ein besonderer Tag (Una giornata particolare)                                                              |
| 1979 | Mariangela Melato                                             | Vergiß Venedig (Dimenticare Venezia)                                                                       |
| 1980 | Ida Di Benedetto                                              | Immacolata e Concetta, l’altra gelosia                                                                     |
| 1981 | Mariangela Melato                                             | Aiutami a sognare                                                                                          |
| 1982 | Eleonora Giorgi                                               | Borotalco                                                                                                  |
| 1983 | Giuliana De Sio                                               | Ich, Chiara und der Finstere (Io, Chiara e lo scuro)                                                       |
| 1984 | Lina Sastri                                                   | Mi manda Picone                                                                                            |
| 1985 | Claudia Cardinale                                             | Claretta                                                                                                   |
| 1986 | Giulietta Masina                                              | Ginger und Fred (Ginger e Fred)                                                                            |
| 1987 | Valeria Golino                                                | Storia d’amore                                                                                             |
| 1988 | Ornella Muti                                                  | Io e mia sorella                                                                                           |
| 1989 | Ornella Muti                                                  | Codice privato                                                                                             |
| 1990 | Virna Lisi                                                    | Buon Natale... buon anno                                                                                   |
| 1991 | Margherita Buy                                                | La Stazione – Der Bahnhof (La stazione)                                                                    |
| 1992 | Francesca Neri                                                | Pensavo fosse amore invece era un calesse                                                                  |
| 1993 | Antonella Ponziani                                            | Verso sud                                                                                                  |
| 1994 | Chiara Caselli                                                | Einmal dein Lachen hören (Dove siete? Io sono qui)                                                         |
| 1995 | Sabrina Ferilli                                               | La bella vita                                                                                              |
| 1996 | Anna Bonaiuto                                                 | L’amore molesto                                                                                            |
| 1997 | Iaia Forte                                                    | Luna e l’altra                                                                                             |
| 1997 | Virna Lisi                                                    | Geh, wohin Dein Herz Dich trägt (Va’ dove ti porta il cuore)                                               |
| 1998 | Francesca Neri                                                | Mit Haut und Haar (Carne trémula)                                                                          |
| 1999 | Giovanna Mezzogiorno                                          | Del perduto amore                                                                                          |
| 2000 | Licia Maglietta                                               | Brot und Tulpen (Pane e tulipani)                                                                          |
| 2001 | Margherita Buy                                                | Die Ahnungslosen (Le fate ignoranti)                                                                       |
| 2002 | Valeria Golino                                                | Lampedusa (Respiro)                                                                                        |
| 2003 | Giovanna Mezzogiorno                                          | Das Fenster gegenüber (La finestra di fronte) Tödliche Reportage (Ilaria Alpi – Il più crudele dei giorni) |
| 2004 | Jasmine Trinca, Adriana Asti, Sonia Bergamasco und Maya Sansa | Die besten Jahre (La meglio gioventù)                                                                      |
| 2005 | Laura Morante                                                 | L’amore è eterno finché dura                                                                               |
| 2006 | Katia Ricciarelli                                             | La seconda notte di nozze                                                                                  |
| 2007 | Margherita Buy                                                | Der Italiener (Il caimano) Saturno Contro – In Ewigkeit Liebe (Saturno contro)                             |
| 2008 | Margherita Buy                                                | Tage und Wolken (Giorni e nuvole)                                                                          |
| 2009 | Giovanna Mezzogiorno                                          | Vincere |
| 2010 | Micaela Ramazzotti, Stefania Sandrelli                        | La prima cosa bella                                                                                        |
| 2011 | Alba Rohrwacher                                               | Die Einsamkeit der Primzahlen (La solitudine dei numeri primi)                                             |
| 2012 | Micaela Ramazzotti                                            | Posti in piedi in paradiso Il cuore grande delle ragazze                                                   |
| 2013 | Jasmine Trinca                                                | Un giorno devi andare und Miele                                                                            |
| 2014 | Kasia Smutniak                                                | Allecciate le cinture                                                                                      |
| 2015 | Margherita Buy                                                | Mia Madre                                                                                                  |
| 2016 | Valeria Bruni Tedeschi und Micaela Ramazzotti                 | Die Überglücklichen (La pazza gioia)                                                                       |
| 2017 | Jasmine Trinca                                                | Fortunata (Fortunata)                                                                                      |
| 2018 | Elena Sofia Ricci                                             | Loro – Die Verführten (Loro)                                                                               |
| 2019 | Anna Foglietta                                                | Un giorno all’improvviso                                                                                   |
| 2020 | Jasmine Trinca                                                | La dea fortuna                                                                                             |
| 2021 | Teresa Saponangelo                                            | Il buco in testa                                                                                           |
| 2022 | Teresa Saponangelo                                            | The Hand of God                                                                                            |
| 2023 | Barbara Ronchi                                                | Rapito |
| 2024 | Micaela Ramazzotti                                            | Felicità                                                                                                   |
| 2025 | Romana Maggiora Vergano und Valeria Golino                    | ex aequo                                                                                                   |